# Cherves-Richemont
Cherves-Richemont| é uma comuna francesa na região administrativa da Nova Aquitânia, no departamento de Charente. Estende-se por uma área de 37,94 km². Em 2010 a comuna tinha 2 402 habitantes (densidade: 63,3 hab./km²).